# Роза Паркс
Роза Паркс (англ. Rosa Parks; 4 лютого 1913, Таскігі, Алабама — 24 жовтня 2005, Детройт, Мічиган) — американська громадська діячка, з чиїм ім'ям пов'язаний початок масової боротьби афроамериканців за рівні права в Америці. 1 грудня 1955 року відмовилася пересісти в зону для чорних у громадському автобусі, і її арешт переріс у транспортний бунт у Монтгомері, в результаті якого було криміналізовано сегрегацію, а зрештою і расизм у США. Автобіографка.

## Ранні роки
Народилася 4 лютого 1913 р. в місті Таскігі, штат Алабама, в методистській сім'ї. Виховувалася на фермі, працювала швачкою. У 1932 одружилася з Реймондом Парксом, активним правозахисником. З 1943 року співпрацювала з відділенням Національної асоціації сприяння прогресу кольорового населення в місті Монтгомері.

## Автобусний бунт
Алабама була одним з штатів, де діяли багаточисленні сегрегаційні закони, знані як закони Джима Кроу. Одним з них було введене у 1945 році правило, що вимагало розділяти місця для білих і для чорних у автобусах.
Розділення не було фіксованим, а визначалося за допомогою таблички, яку водій міг переміщати, в залежності від кількості пасажирів різних рас. 1 грудня 1955 року в Монтгомері Роза Паркс сіла в автобус під номером 2857, зайнявши єдине вільне місце у своїй зоні. Через деякий час всі місця в зоні для білих також зайняли, і водій посунув табличку, зменшуючи зону для чорних. Сусід Рози встав, звільняючи місце (оскільки ряд, у якому вони сиділи, тепер був для них заборонений), але сама вона сіла на звільнене ним місце біля вікна і відмовилася поступатися місцем білому чоловіку. У відповідь на це водій автобуса викликав поліцію, яка доставила Розу у відділок. Там її оштрафували на 14 доларів. Тієї ж ночі Паркс відпустили під заставу, а активісти надрукували десятки тисяч листівок, де закликали людей бойкотувати автобуси. 

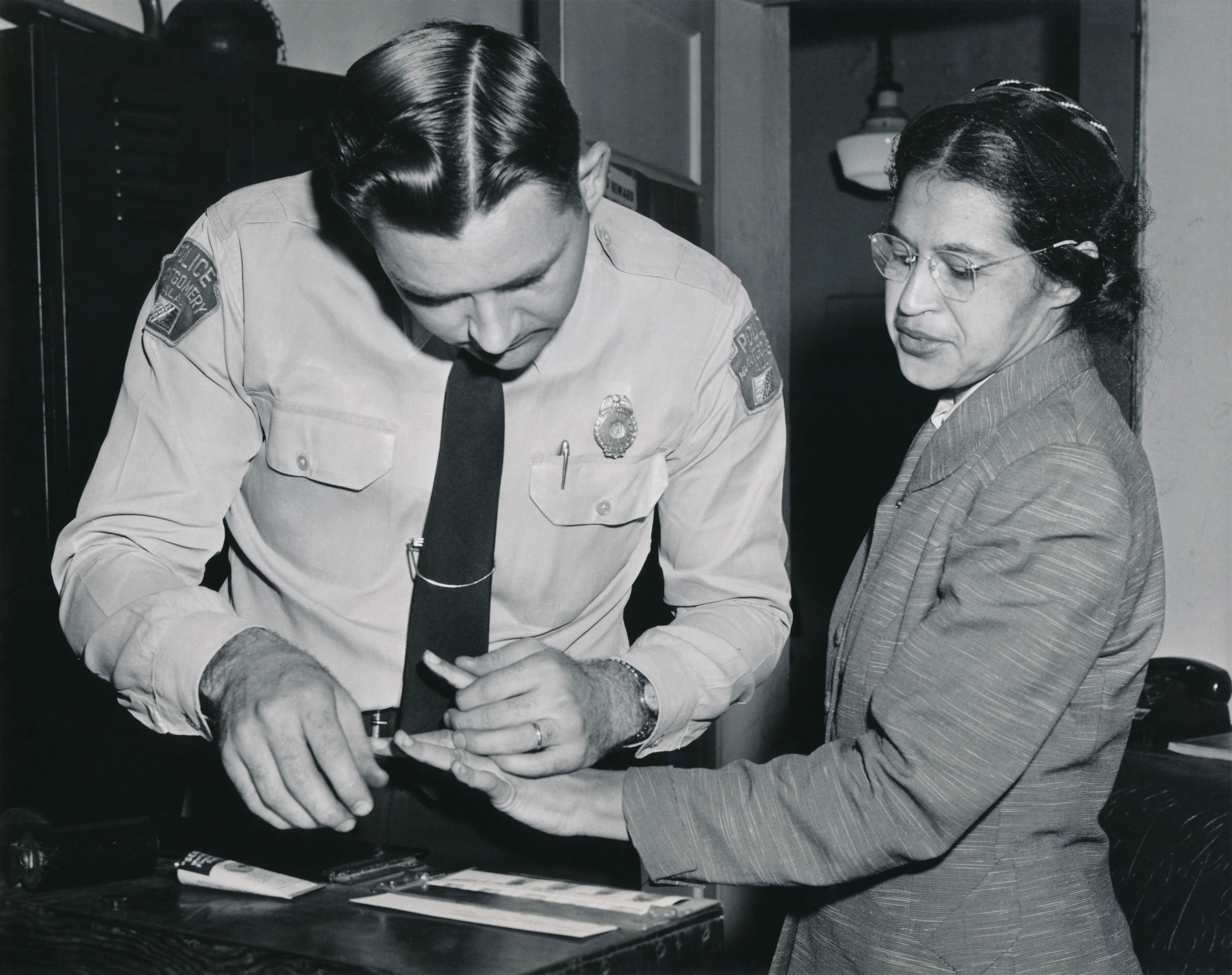
Поліцейський знімає відбитки пальців Рози Паркс під час монтгомерівського автобусного бунту, 22 лютого 1956

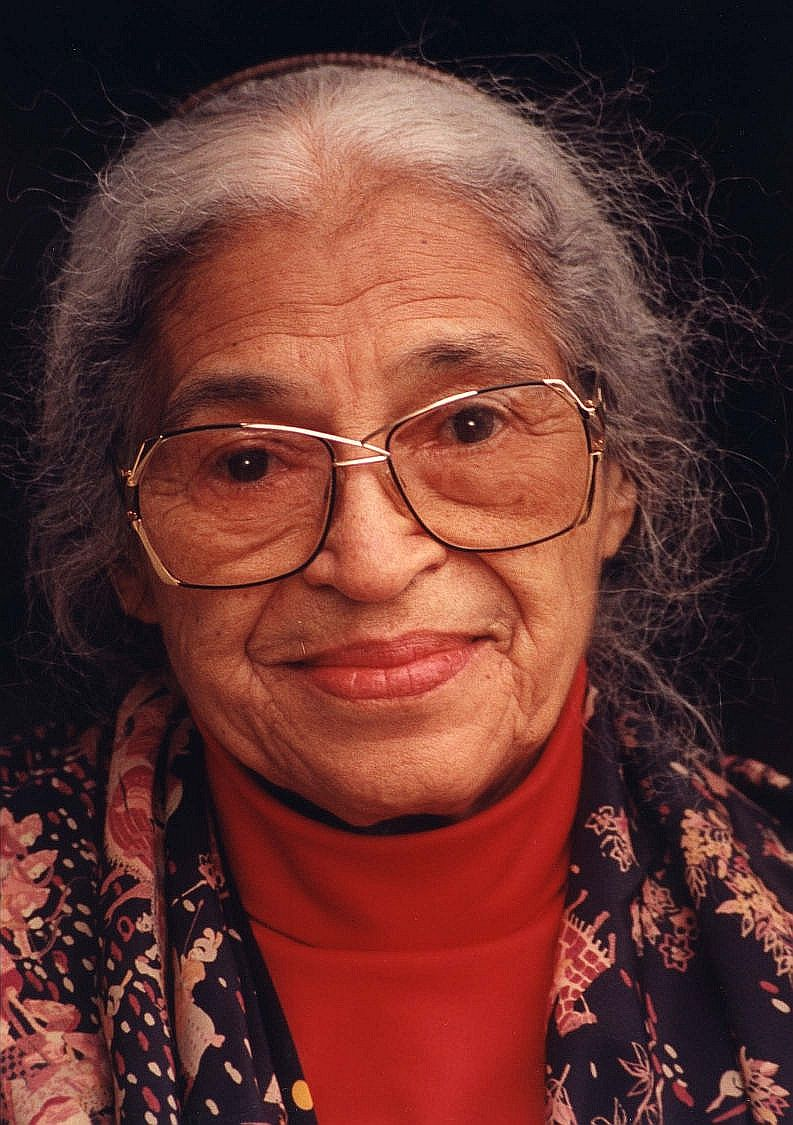
1997

Арешт Рози Паркс призвів до 381-денного бойкотування громадського транспорту афроамериканцями. Роза Паркс не була першою чорношкірою людиною в Монтгомері, яка відмовилася поступатися місцем білому, проте саме її випадок став резонансним і був використаний рухами за громадянські права для боротьби проти сегрегації. Мартін Лютер Кінг, тоді ще маловідомий баптистський пастор, був обраний головою організації «Montgomery Improvement Association», що займалася організацією бойкоту. Протести були успішними, оскільки афроамериканці становили біля 75% пасажирів автобусів, і майже 90% з них відмовилися від поїздок, що призвело до значних збитків автобусних компаній.
Вже за місяць після початку бойкоту Паркс звільнили з роботи, то ж у 1956 році вона переважно їздила по країні, виступала на радіостанціях, зустрічалася з суддями і конгресменами і привертала суспільну увагу до бойкоту, завдяки чому локальний протест у невеличкому містечку перетворився на загальнонаціональний рух.
У результаті тривалого судового розгляду 13 листопада 1956 року Верховний суд США визнав закон про сегрегацію в міському транспорті антиконституційним, і за 381 день Роза Паркс була серед перших чорношкірих, що проїхались міським автобусом. Це була перша перемога Мартіна Лютера Кінга і його руху за ненасильницьке відстоювання громадянських прав. Започаткований ним рух домігся прийняття в 1964 році Акту про громадянські права, який забороняв расову дискримінацію.

## Після бойкоту
Паркс не змогла повернутися на роботу в Монтгомері, тому в 1957 році вона переїхала в Детройт, де жив її брат. Деякий час вона працювала як хостес в готелі при Гемптонському університеті, але в 1958 знову повернулася в Детройт до сім'ї. До 1965 року вона не могла знайти стабільну роботу. Також, суд вплинув і на всю її сім'ю — їх фінансовий стан сильно погіршав у цей період.
Тим не менш, вона продовжувала протестувати проти сегрегації, брала участь у марші на Вашингтон, та Детройтському марші свободи у 1963.
У 1964 році вона приєдналася до кампанії афроамериканського конгресмена Джон Коньєрс, і після його обрання в 1965, почала працювати на нього в його детройтському офісі. Вона продовжувала цю роботу до 1988 року.
У 1967, після Детройтського повстання перукарня її чоловіка була знищена вандалами і мародерами.
Після смерті чоловіка та на його честь 1977 року місіс Паркс заснувала Інститут саморозвитку, в якому молодь вивчає історію боротьби за громадянські права. 1992 року опублікувала автобіографічну книгу «Роза Паркс: Моя історія».

## Нагороди і вшанування пам'яті
1967 року мешканці Детройта підписали петицію, у якій пропонували перейменувати одну з вулиць міста на честь Рози Паркс. 1976 року це було зроблено.
У 1979 році вона отримала медаль Спінгарна від правозахисної організації NAACP.
У 1983 році її ввели до зали слави жінок Мічігану.
У 1992 році Паркс здобула нагороду "За мужність совісті" від фонду "Peace Abbey".
У 1996 Білл Клінтон вручив їй Президентську медаль Свободи, вищу цивільну нагороду в США. Згідно з переказом, в 1862 році в ході Громадянської війни президент Авраам Лінкольн, зустрівшись з авторкою книги «Хатина дядька Тома» Гаррієт Бічер-Стоу, сказав: «Так от та маленька жінка, через яку почалася ця велика війна». 1999 року подібну фразу на адресу Рози Паркс вимовив президент Білл Клінтон під час нагородження Рози Паркс.
У 1999 вона отримала золоту медаль Конгресу.
В 2000 році вона стала першим лауреатом нагороди "За сміливість" від губернатора Алабами.
Також, вона отримала значну кількість нагород від різноманітних правозахисних організацій і понад сорок почесних докторських звань від різних університетів.
З 2000 року відзначається День Рози Паркс, що вшановує важливість її вкладу у боротьбу за права людей. Він святкується у різних штатах або 4 лютого, в день народження Паркс, або 1 грудня, в день її арешту.

### Відображення в культурі

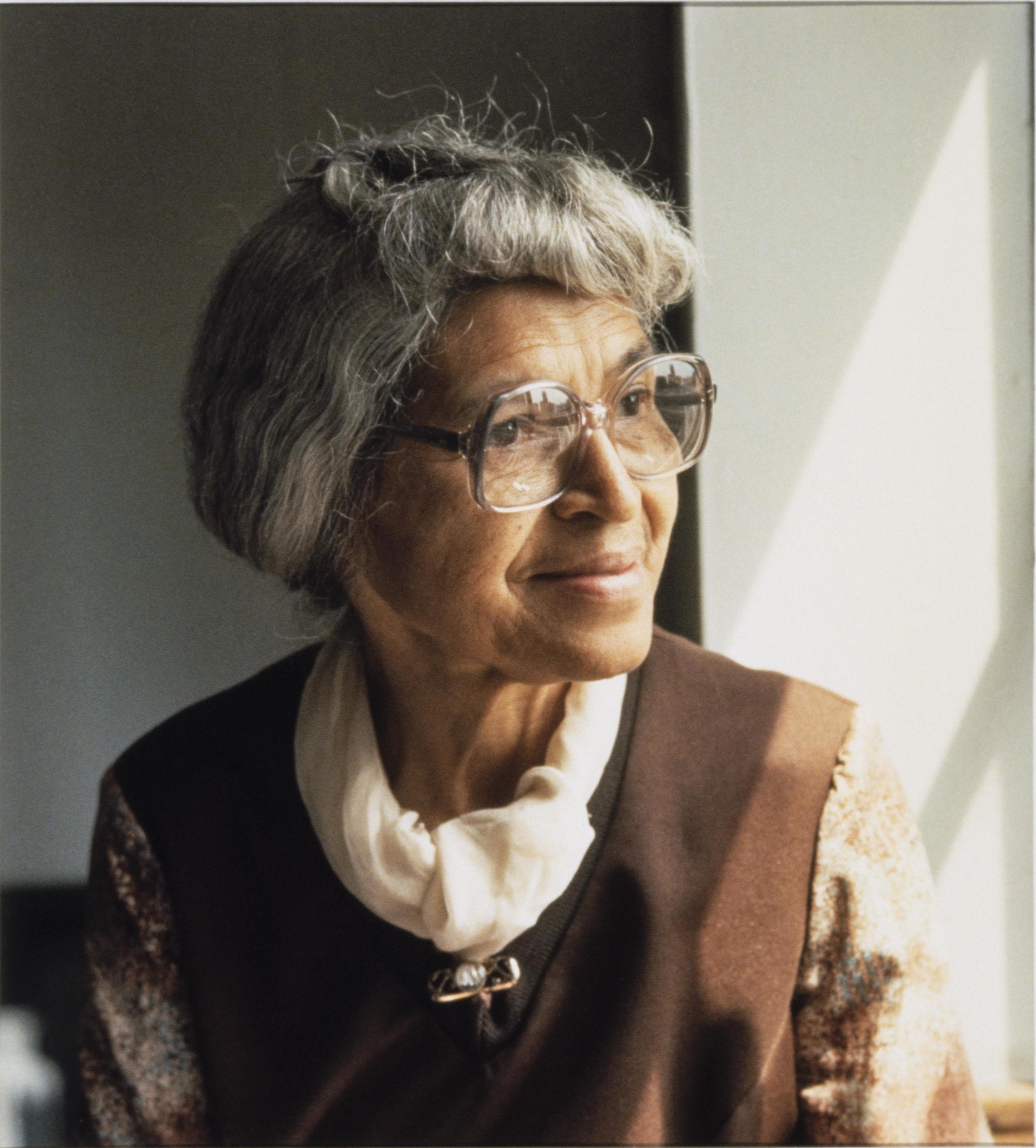
2014

Існує кілька біографічних фільмів і книг, присвячених життю Рози Паркс:

#### Книги
- Тиха сила: віра, надія та серце жінки, яка змінила націю, Роза Паркс і Грегорі Ріда
- Вона не пересяде, Герберта Коля[en]
- Бунтівне життя місіс Рози Паркс, Жанни Теохаріс[en]

#### Фільми
- Місце люті[en] (1991)
- Бойкот[en] (2001)
- Історія Рози Паркс[en] (2002)
- Величні часи: спадок Рози Паркс[en] (2002)
- Син Півдня[en] (2020)

## Смерть
Роза Паркс померла 24 жовтня 2005 року, у віці 92-х років, але залишається вкрай значущою фігурою темношкірого населення США. Вона стала першою жінкою, церемонія прощання з якою пройшла в ротонді Капітолія, — честь, якої дотепер удостоювалися лише президенти, конгресмени та воєначальники. Більш того, «Роза Паркс» стало власним ім'ям, синонімом стійкої кольорової жінки, що бореться за свої права. Тому багатьох представниць меншин, які борються проти білого расизму, стали називати в ЗМІ Розою Паркс.